# Casa sul lungofiume
La Casa sul lungofiume (in russo Дом на набережной?, Dom na naberežnoj) è un edificio residenziale di Mosca progettato da Boris Iofan. Costruito a cavallo tra gli anni'20 e '30 del XX Secolo, è considerato uno dei migliori esempi di architettura costruttivista della capitale russa. Tra i suoi appartamenti è ambientato l'omonimo romanzo, opera tra le più apprezzate dello scrittore sovietico Jurij Trifonov. Il palazzo è anche tristemente noto per il gran numero di residenti arrestati durante il periodo delle grandi purghe.

## Descrizione
L'edificio sorge su una vasta area di circa 3 ettari sull'isola della Moscova, nel centrale quartiere di Jakimanka; il lato principale, quello nord, si affaccia sulla Moscova (da qui il nome del complesso) e sul Cremlino, che si trova sulla sponda opposta ed è collegato attraverso il vicino Ponte Bol'šoj Kamennyj. La casa è composta da 8 edifici di altezza variabile tra gli 8 e 12 piani che comprendono in totale 505 appartamenti e in origine comprendevano anche tutti i servizi tipici di una città quali un negozio di generi alimentari, empori, un poliambulatorio, una lavanderia, un ufficio postale e persino un cinema e un teatro, tutt'oggi aperto. La struttura annovera ben 25 ingressi.

## Storia

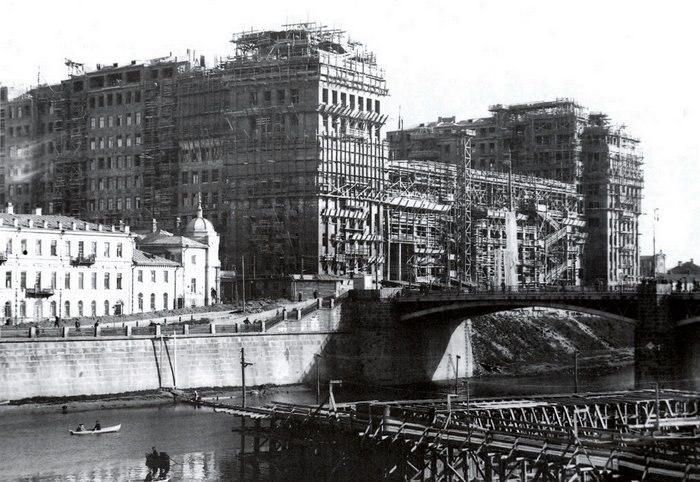
I lavori di costruzione nei primi anni '30

Con lo spostamento della capitale da San Pietroburgo a Mosca, a seguito della rivoluzione russa, la Terza Roma dovette affrontare una carenza di alloggi per i numerosi dipendenti pubblici. Nel 1927 una commissione decise quindi che sarebbe stato costruito nel sobborgo di Bersenevskaja, sulla riva opposta della Moscova di fronte al Cremlino un nuovo grande edificio residenziale per tutta l'élite sovietica. Il progetto e i lavori di costruzione furono affidati a Boris Iofan, all'epoca giovane architetto non ancora affermatosi, che con quest'opera raggiunse la definitiva consacrazione e che qui avrebbe abitato fino alla sua morte, avvenuta nel 1976.
Il complesso venne terminato nel 1931 e ben presto i suoi appartamenti vennero assegnati ai vari membri della nomenklatura staliniana. All'epoca dell'inaugurazione, l'edificio godeva di servizi inusuali come riscaldamento centralizzato, corrente elettrica e acqua fredda e calda ventiquattro ore su ventiquattro. Iofan diede molta attenzione alla realizzazione degli appartamenti, tanto da creare un modello di casa sovietica, dotata di ambienti spaziosi e confortevoli minuziosamente curati e completa di un bagno con finestra, lezione appresa dal giovane architetto nel corso del suo lungo soggiorno a Roma; poco spazio invece era dedicato alla cucina, visto che l'uomo sovietico non aveva tempo di cucinare e doveva invece mangiare alla comune mensa. I residenti inoltre avevano diritto ad altri privilegi, quali biglietti gratuiti per gli spettacoli del cinema e del teatro collocati all'interno dell'edificio. L'appartamento, già arredato, veniva dato in affitto ai vari residenti e per questo motivo tutti gli articoli per la casa possedevano un'etichetta d'inventario. Tuttavia, le regole che gli ospiti della casa dovevano tenere erano molto stringenti: era necessario avvisare con largo anticipo le visite di ospiti e se dei parenti dovevano restare per qualche tempo e non facevano in tempo a consegnare i documenti, non potevano passare la notte nel palazzo.

### Le purghe staliniane
Nel 1933 iniziarono i primi arresti di residenti nel complesso che nel 1937, con l'inizio delle grandi purghe, divennero generalizzati. Si calcola che negli anni del grande terrore vennero arrestate in tutto circa 800 persone, circa un terzo di tutti gli ospiti e che più della metà degli appartamenti venne sigillato. In questo periodo iniziarono a circolare delle sinistre leggende sulla residenza, come che l'ingresso numero 11, ufficialmente chiuso, in realtà conducesse ad un appartamento segreto di proprietà dell'NKVD, la polizia segreta, che così era in grado di spiare tutti i residenti. Il libro di Yuri Slezkine "La casa del governo" descrive in maniera puntuale e precisa le vite dei residenti in questo buio periodo della storia sovietica.
Durante la Seconda guerra mondiale, la residenza venne evacuata e minata; alla fine della guerra gli inquilini poterono tornare, anche se la repressione si concluse nel 1953, alla morte di Stalin. Nei decenni successivi, l'edificio continuò ad essere residenza di alti funzionari, generali e studiosi, senza che tuttavia venissero arrestati all'improvviso nel cuore della notte. Nel 1989, venne aperto il piccolo museo del palazzo curato dalla vedova di Trifonov. Oggi la casa è abitata da grandi celebrità della Russia contemporanea ma anche numerosi dipendenti di aziende multinazionali.

## Inquilini celebri
- Georgij Konstantinovič Žukov
- Nikita Sergeevič Chruščëv
- Aleksej Grigor'evič Stachanov
- Boris Iofan
- Juri Trifonov
- Svetlana Allilueva
- Artëm Ivanovič Mikojan
- Michail Nikolaevič Tuchačevskij
- Aleksej Nikolaevič Kosygin
- Nikolaj Ivanovič Bucharin
- Nikolaj Petrovič Kamanin
- Paolo Nori